# Verulamium

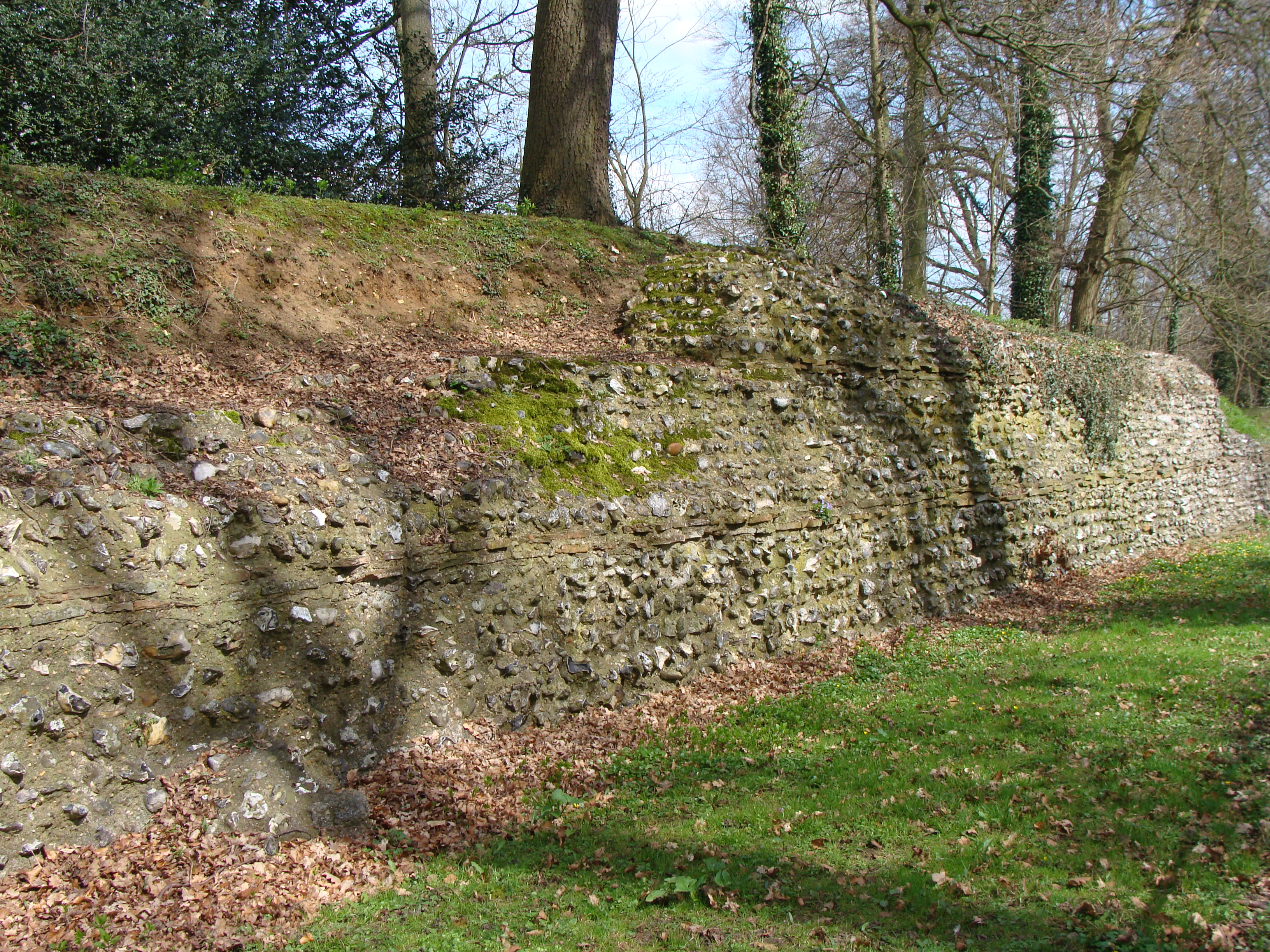
Reste der Stadtmauer

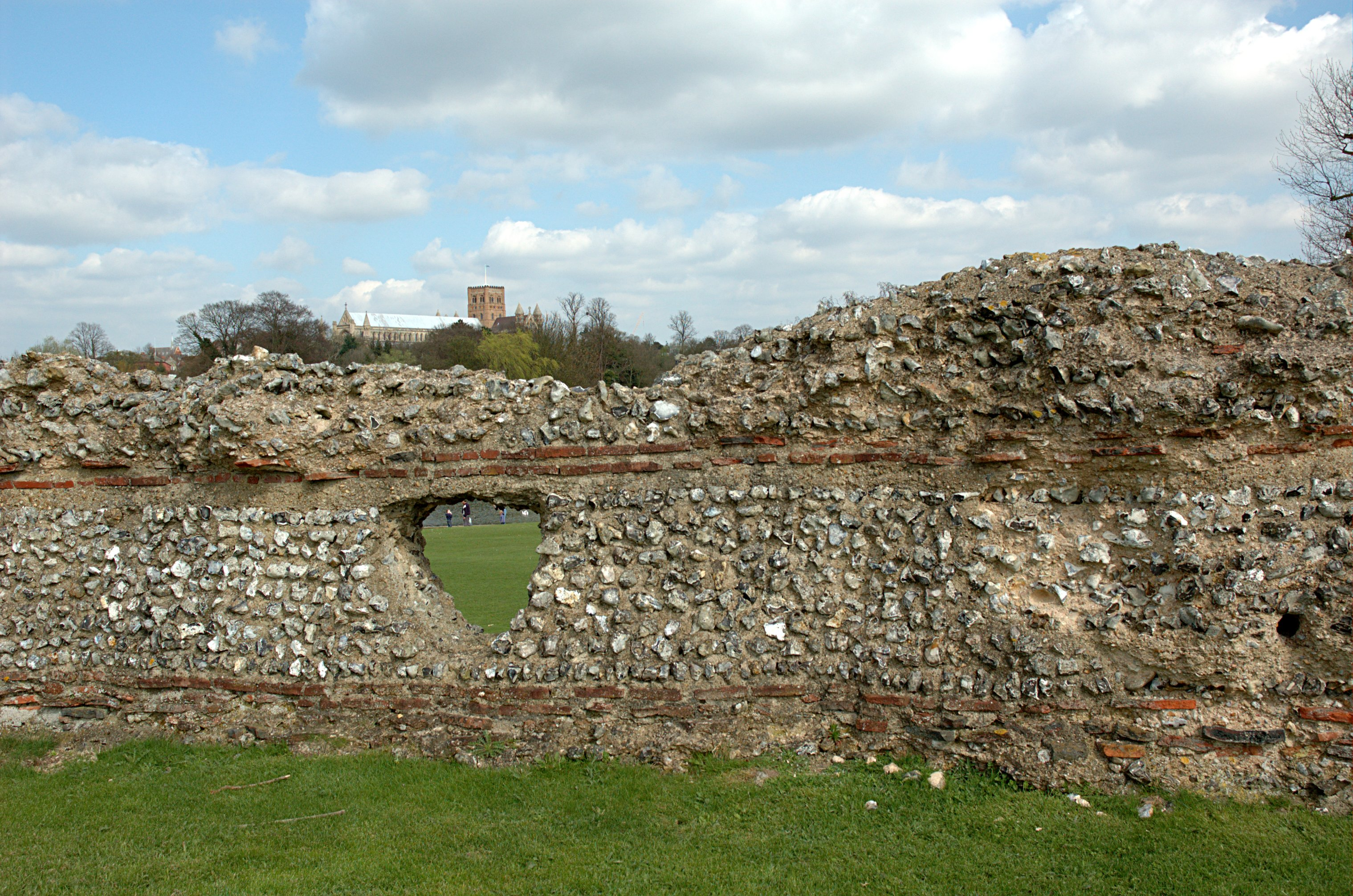
Reste der nordöstlichen Stadtmauern, dahinter die Abtei von St Albans

Verulamium war die drittgrößte Stadt im römischen Britannien. Sie lag südwestlich der heutigen Stadt St Albans in Hertfordshire. Große Teile der Stadt wurden bislang von Archäologen untersucht. Andere Teile liegen unerforscht unter landwirtschaftlich genutzter Fläche, unter einem Park oder wurden überbaut. Zentrum des Fundplatzes, welcher heute ein Scheduled Monument (geschützte archäologische Stätte) ist, ist das Verulamium Museum und das Verulamium Hypocaust.

## Die keltische Stadt
Die Siedlung wurde in vorrömischer Zeit wahrscheinlich von Tasciovanus, dem Anführer der Catuvellaunen, der hier auch Münzen herstellen ließ, als Hauptstadt des Stammes als Verlamion gegründet und ist damit eine der ersten Siedlungen im Britannien, welche namentlich genannt wird. Die genaue Lokalisierung der keltischen Stadt ist nicht ganz sicher. Im römischen Stadtgebiet und in der Umgebung fanden sich zahlreiche keltische Gräben und zahlreiche Bestattungen, doch scheint das Gebiet der späteren römischen Stadt nicht identisch mit dem Zentrum der keltischen Stadt gewesen zu sein, da sich dort nur spärliche Reste vorrömischer Bebauung fanden. Die keltische Stadt war anscheinend wesentlich größer und umfasste nicht nur die spätere römische Stadt, sondern auch große Flächen westlich davon, wo Siedlungsreste, Keramik, aber auch umfangreiche Grabensysteme entdeckt wurden. Zahlreiche Grabensysteme kamen auch nördlich der Stadt zu Tage.
Westlich der Stadt bei Harry Lane wurde ein keltischer Friedhof ausgegraben, der etwa von 25 v. Chr. bis 25 n. Chr. belegt war. Es fanden sich vor allem Urnen-, aber auch Körperbestattungen. Es konnten diverse Gräben festgestellt werden, die mindestens acht Grabbezirke einzäunten. Bei den Urnenbestattungen lagen in der Regel Grabbeigaben, während sich bei den Körperbestattungen keine fanden. Ein Grab fiel durch seine reiche Ausstattung auf, und gehört zu den reichsten jemals in England gefundenen keltischen Bestattungen. Es gibt Versuche die Bestattung mit einer historischen Figur zu verbinden. Die genaue chronologische Anordnung des Grabes ist unsicher, falls es um 45 bis 50 n. Chr. datiert, wie vorgeschlagen, mag es einem römischen Klientelkönig gehört haben. Britannien wurde 43. n. Chr. von den Römern erobert.

## Die römische Stadt

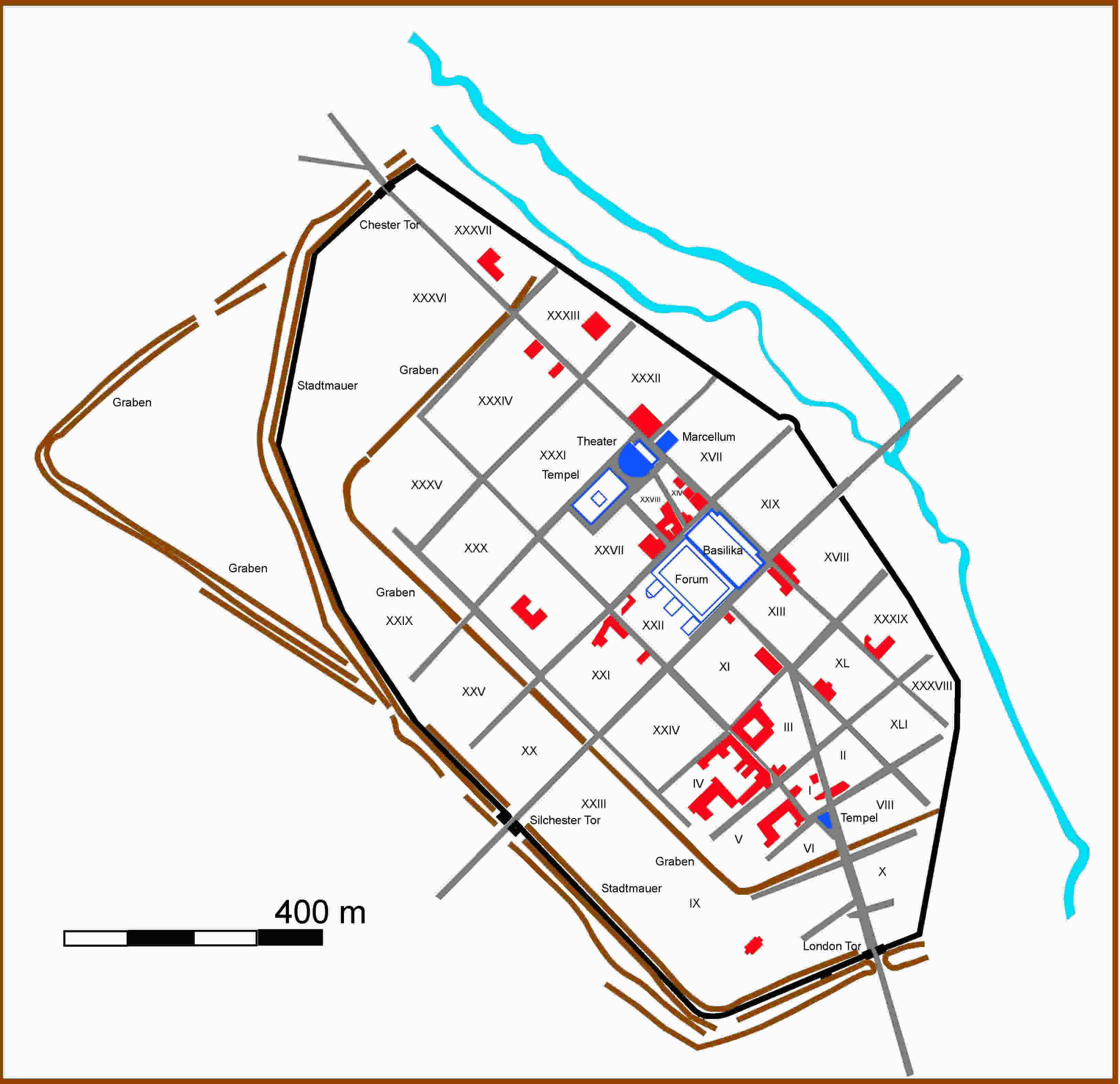
Verulamium, Stadtplan

Die Stadt liegt in einem Flusstal an der Ver, die von Norden kommt und einige Kilometer südlich der Stadt in die Colne mündet. Der Fluss ist heute nicht mehr schiffbar, doch mag in der Antike zumindest für kleinere Schiffe befahrbar gewesen sein.
Die römische Siedlung lag auch an der Watling Street, die von der Küste über Londinium nach Norden führte. Die Straße wurde schon zu Beginn der römischen Herrschaft als wichtige Infrastrukturmaßnahme angelegt. Wheeler vermutet, dass die Bewohner der keltischen Stadt, die eher locker bebaut war, in kurzer Zeit nahe an die Straße zogen, da dort wirtschaftliche Vorteile zu erwarten waren. Kurz nach der Eroberung Britanniens durch die Römer scheint in der keltischen Stadt ein kleines Militärlager errichtet worden zu sein, doch sind die Belege dafür sehr unsicher. In den folgenden Jahren wuchs die Siedlung zu einer bedeutenden Stadt heran und wurde schließlich, so berichtet Tacitus (Annalen 14, 33), 61 n. Chr. während des Boudicca-Aufstandes der keltischen Icener und Trinovanten geplündert und anschließend zerstört. Diese Zerstörung konnte anhand einer Ascheschicht auch archäologisch nachgewiesen werden. Von Tacitus erfährt man auch, dass die Stadt damals den Status eines Municipiums hatte. Da Tacitus sich mehrmals in seinen Angaben zu weit entfernten Orten irrte, muss damit gerechnet werden, dass er hier falsch lag. Weitere sichere Belege für den Stadtstatus fehlen. Das Leben scheint sich nach den Zerstörungen des Aufstandes recht schnell wieder normalisiert zu haben. Die Häuser wurden meist in Holz wieder aufgebaut. Vom 21. Oktober 62 n. Chr. datiert eine Urkunde aus Londinium, die von einer Warenlieferung von dort nach Verulamium berichtet.
Im Jahr 155 wurde sie durch eine Feuersbrunst zerstört und anschließend in Stein wiederaufgebaut. Vor allem das Feuer um 155 scheint den Charakter der Stadt verändert zu haben. Ein Großteil der Bebauung bis zu diesem Zeitpunkt bestand aus kleineren Holzbauten, oftmals dicht an dicht nebeneinander gesetzt. Das Feuer ist vor allem im Stadtzentrum archäologisch belegt. Nach dem Feuer scheint der Wiederaufbau eher langsam vorangeschritten zu sein. Viele Flächen in der Stadt blieben lange Zeit unbebaut. Die Holzbauten wurden meist durch größere Stadtvillen ersetzt. Auch außerhalb der späteren Stadtmauern gab es nennenswerte Bebauung, worunter sich auch ein öffentliches Bad befand.
Im frühen 3. Jahrhundert bedeckte die nach einem Schachbrettmuster angelegte Stadt, welche damals über eine Mauer, einen tiefen Graben, ein Forum, eine Basilika, ein Theater, Thermen und mehrere Tempel verfügte, bereits rund 50 Hektar. Im 3. und 4. Jahrhundert wurden zudem auch große Stadtvillen errichtet, welche teilweise mit Peristyl, Mosaiken und Hypokausten ausgestattet waren und im Gegensatz zu den übrigen zuvor errichteten meist sehr kleinen Wohngebäuden aus Stein und nicht aus Holz bestanden.
Zwischen 450 und 500 endete schließlich die römische Besatzung und die Stadt verfiel.
Einwohnerzahlen können nur sehr grob geschätzt werden. Sheppard Frere vermutet etwa 15 000 Bewohner im ersten und 20 000 im zweiten Jahrhundert. Rosalind Niblett ist viel vorsichtiger und vermutet kaum mehr als 1000 Einwohner zur Zeit des Boudicca-Aufstandes und später nicht mehr als 5000 bis 10 000.
Im Umland standen verschiedene Villen, wie z. B. die Villa Rustica bei Gorhambury, in Gadebridge Park, bei Northchurch und bei Boxmoor, in denen wohlhabende Stadtbürger lebten und die die Stadt mit Nahrung versorgten.

## Name
Der Name der Stadt scheint keltischen Ursprungs zu sein. Die Etymologie des Namens ist jedoch unsicher. Auf keltischen Münzen erscheinen die Buchstaben. VER, VIR, VERL, VIRL und VERLAMIO. Die Stadt wird ansonsten kaum bei antiken Autoren genannt. Die frühste Nennung stammt von Tacitus im Zusammenhang mit dem Boudicca-Aufstand. Bei Claudius Ptolemäus in seiner Geographike Hyphegesis erscheint sie als Urolanium und wird als einer von zwei Orten im Gebiet der Catuvellaunen genannt. Beim Geographen von Ravenna, der um 700 datiert, aber ältere Informationen nutzt, erscheint die Stadt als Virolanium.

## Nachrömische Zeit
Im Mittelalter entstand schließlich nordöstlich der Ruinen wohl auf dem römischen Friedhof zunächst die dem dort enthaupteten heiligen Alban geweihte Abtei von St Albans, für deren Errichtung man die römischen Ruinen als Steinbruch nutzte, sodass heute nur noch Teile der Stadtmauer, ein Hypokaustum und das Theater sichtbar sind.
Innerhalb der Mauern von Verulam, wie Sir Francis Bacon seine Baronie nannte, baute der Essayist und Staatsmann ein kultiviertes kleines Haus, das von John Aubrey im 17. Jahrhundert in seinem Tagebuch detailliert beschrieben wurde. Von dem Haus gibt es heute keine Überreste. Aubrey hielt fest: „At Verulam is to be seen, in some few places, some remains of the wall of this Citie.“

## Entdeckung und Ausgrabungen

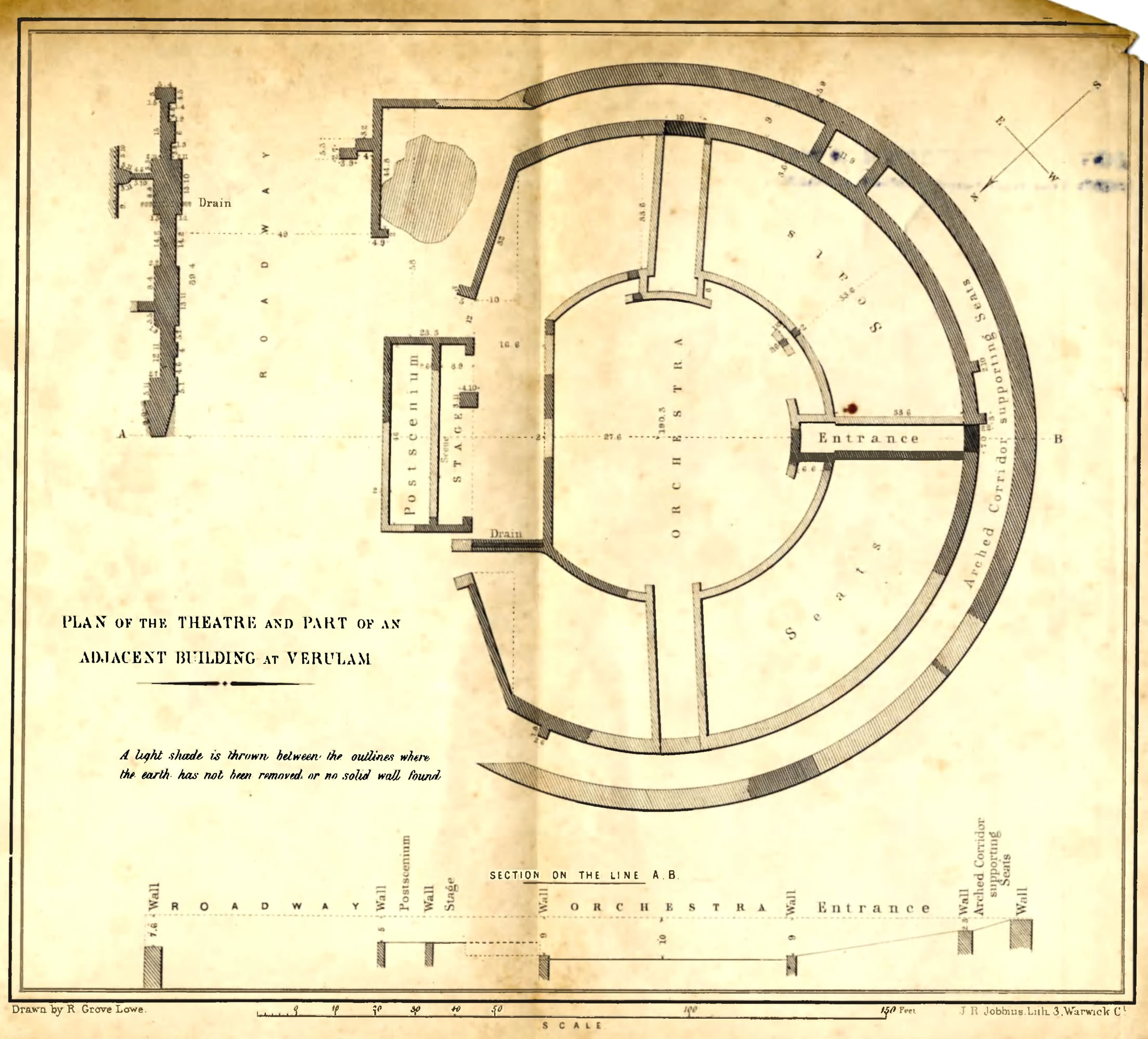
Plan des Theaters in der Ausgrabungspubliktion von R. Grove Lowe

Das Wissen zur Lage der Stadt ging nie verloren. Die Gegend war immer bekannt als Fundort von römischen Münzen und antiken Architekturen. Die Stadtmauern waren zum großen Teil sichtbar. Erste systematische Ausgrabungen fanden 1847 von R. Grove Lowe statt, der das Theater untersuchte, nachdem es durch Zufall gefunden worden war. Weitere Untersuchungen gab es aber in der Folgezeit nur vereinzelt. Zwischen 1898 und 1911 gruben Charles Bickwell und William Page an verschiedenen Orten in der Stadt, die vor allem das Forum lokalisieren konnten. Ihre Untersuchungen waren nach heutigen Standards eher bescheiden. Großflächige Untersuchungen fanden von 1930 bis 1933 durch Mortimer und Tessa Wheeler statt. Große Teile des Stadtgeländes wurden von der Stadt St. Albans aufgekauft, um dort einen Park einzurichten. Dies gab die Gelegenheit zu ersten systematischen und vor allem wissenschaftlich höherwertigen Ausgrabungen. Mehrere Insulae, vor allem im Süden der Stadt, wurden untersucht und viele Stadthäuser, ein Tempel und Teile der Stadtmauer wurden freigelegt. Die Ergebnisse wurden in einer Monografie publiziert. Weitere Ausgrabungen fanden von 1955 bis 1962 durch Sheppard Frere statt, der in vielen Teilen der Stadt, aber vor allem auch im Zentrum grub. Diese Untersuchungen wurden in drei Bänden publiziert. Kleinere Grabungen finden seit dem immer wieder statt, oftmals um bestimmte Fragen zu klären.

## Bauten

### Forum
Das Forum bildete das Zentrum der nach einem Schachbrettmuster angelegten Stadt und war mit 161 × 117 m das zweitgrößte im römischen Britannien. Laut einer unter dem Statthalter Gnaeus Iulius Agricola angebrachten Inschrift wurde es 79 n. Chr., also in flavischer Zeit, fertiggestellt. Sein genaues Aussehen ist aber trotz mehrerer Grabungen unklar. Sicher ist, dass das Forum mehrfach umgebaut wurde, wobei es allerdings schwierig ist die einzelnen Phasen zu trennen.
Die Nord-Ost Seite des Gebäudes bestand aus einer Reihe von vermutlich nach außen offenen Räumen, welche vermutlich als Läden genutzt wurden. Dahinter lag eine zweite Reihe von Räumen, welche sich wahrscheinlich zur Innenseite des Forums öffnete. Daran schloss sich die große Basilika an, neben der sich das eigentliche Forum, ein 62 × 94 m großer Platz, befand, dessen Zugänge sich auf der Südost- und der Nordwestseite befanden. Im Südwesten befanden sich drei weitere Gebäude, wobei das mittlere vielleicht die Curia war.

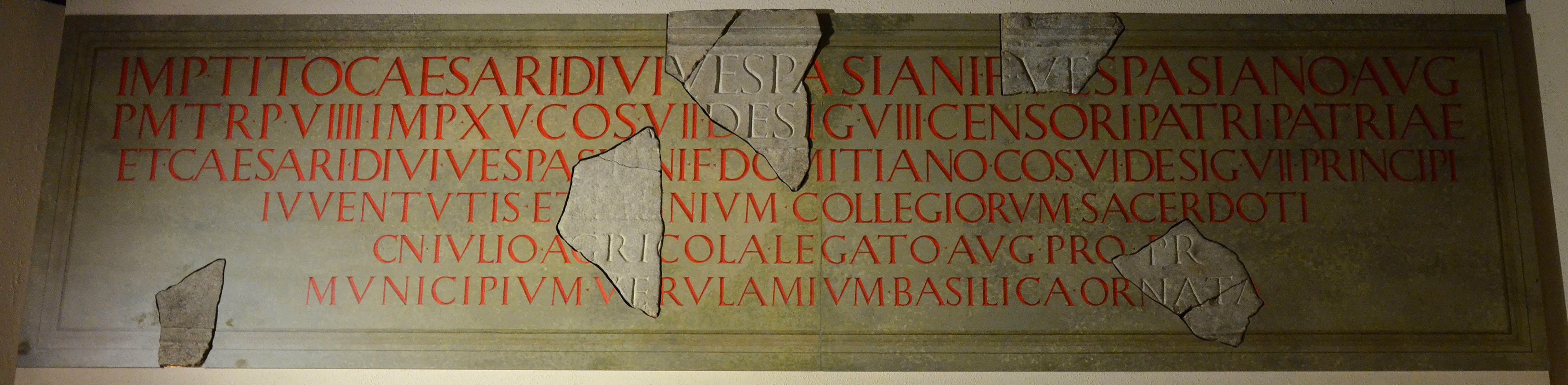
Rekonstruierte Bauinschrift aus dem Forum

Von einer Bauinschrift auf Purbeck-Marmor fanden sich 1955 zufällig einige wenige Fragmente, die eine Rekonstruktion des Textes erlauben, auch wenn im Detail Fragen offen bleiben. Anhand der Buchstaben VESPA kann der Text mit Sicherheit unter Kaiser Vespasian datiert werden. Die Zeichenreste GRIC lassen sich zu Agricola ergänzen. Agricola war von 78 bis 84 Statthalter von Britannien. Vespasian regierte bis 79, was die Erstellung der Inschrift auf die Jahre 78 und 79 einengt.

### Macellum
Nordwestlich des Forums stand das Macellum (Markthalle), das um 85 n. Chr. errichtet wurde und aus zwei Reihen von Geschäften bestand. In der Mitte befand sich ein Hof mit einer Wasserleitung, die Wasser vom nahen Fluss heranbrachte. Aus in der Nähe gefundenen Tierknochen schlossen die Forscher, dass, wie es auch von anderen Macella bekannt ist, vermutlich auch mit Fleisch gehandelt wurde.
Es können drei Bauphasen unterschieden werden. Der erste Bau datiert um 100 n. Chr. und etwa 40 × 20 m groß. Der Bau bestand aus einem Hof mit einem Abwasserkanal und an beiden Längsseiten mir Reihen von kleineren Räumen. Am Ende des 2. Jahrhunderts wurde dieser Bau niedergerissen. Das neue Macellum war nur noch halb so groß und hatte nun im Hof ein Gebäude mit einer Apsis. Im vierten Jahrhundert erhielt der Bau eine monumentale Fassade und zweit Sockel wurden im Hof errichtet. Der Bau ist kurz danach wahrscheinlich aufgegeben worden und wurde durch andere Bauten, die schlecht erhalten sind, ersetzt.

### Theater

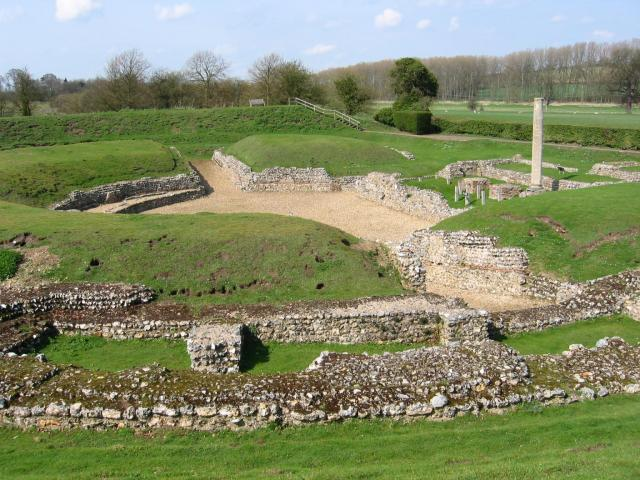
Reste des Theaters

Das Theater der Stadt war mehrmals das Ziel von Ausgrabungen. Es wurde 1847 von R. Grove Lowe entdeckt und zum Teil ausgegraben, der seine Ergebnisse auch, für die damalige Zeit ausgesprochen gut, publizierte. Das Wissen um die Lage des Theaters ging in der Folgezeit verloren. Es wurde jedoch 1933 wiedergefunden und unter der Leitung von Kathleen Kenyon nochmals ausgegraben.
Das Theater stand neben dem Macellum und ist eines der wenigen Gebäude, die heute noch besichtigt werden können. Es wurde um 140 n. Chr. errichtet, wobei aber nicht auszuschließen ist, dass bereits zuvor ein Theater an dieser Stelle stand. Schon in der ersten Phase hatte der Bau eine ovale Orchestra mit einer Bühne auf der Nordostseite. Die Sitzreihen waren einst wohl aus Holz und auf Sandaufschüttungen gereiht. Das Gebäude, welches aus einem halbrunden Sitzraum und einer halbrunden Orchestra mit einem Durchmesser von 24,3 m bestand (römisch-gallischer Typ), war zum Teil in den Boden eingelassen. Es handelt sich offensichtlich um ein Theater, das von vornherein auch als Amphitheater genutzt und konzipiert wurde. In einer zweiten Bauphase wurde die Bühne in die Orchestra hinein erweitert. Die Bühne erhielt ein Proszenium mit einer korinthischen Ordnung. Diese Phase datiert vielleicht um 150 n. Chr. In einer dritten Bauphase wurde die Bühne an den Seiten erweitert und erhielt eine steinerne Rückwand. Im 3. Jahrhundert verfiel der Bau und wurde am Ende des Jahrhunderts renoviert. Der Zuschauerraum wurde vergrößert und es wurde eine neue Außenmauer errichtet.
Mit einer sehr hohen Wahrscheinlichkeit stand das Theater mit dem benachbarten Tempelbezirk in Verbindung, sodass im Theater wahrscheinlich auch religiöse Veranstaltungen gefeiert wurden.

### Thermen
Bislang wurden auf dem Areal von Verulamium Reste von drei Thermen ausgegraben.

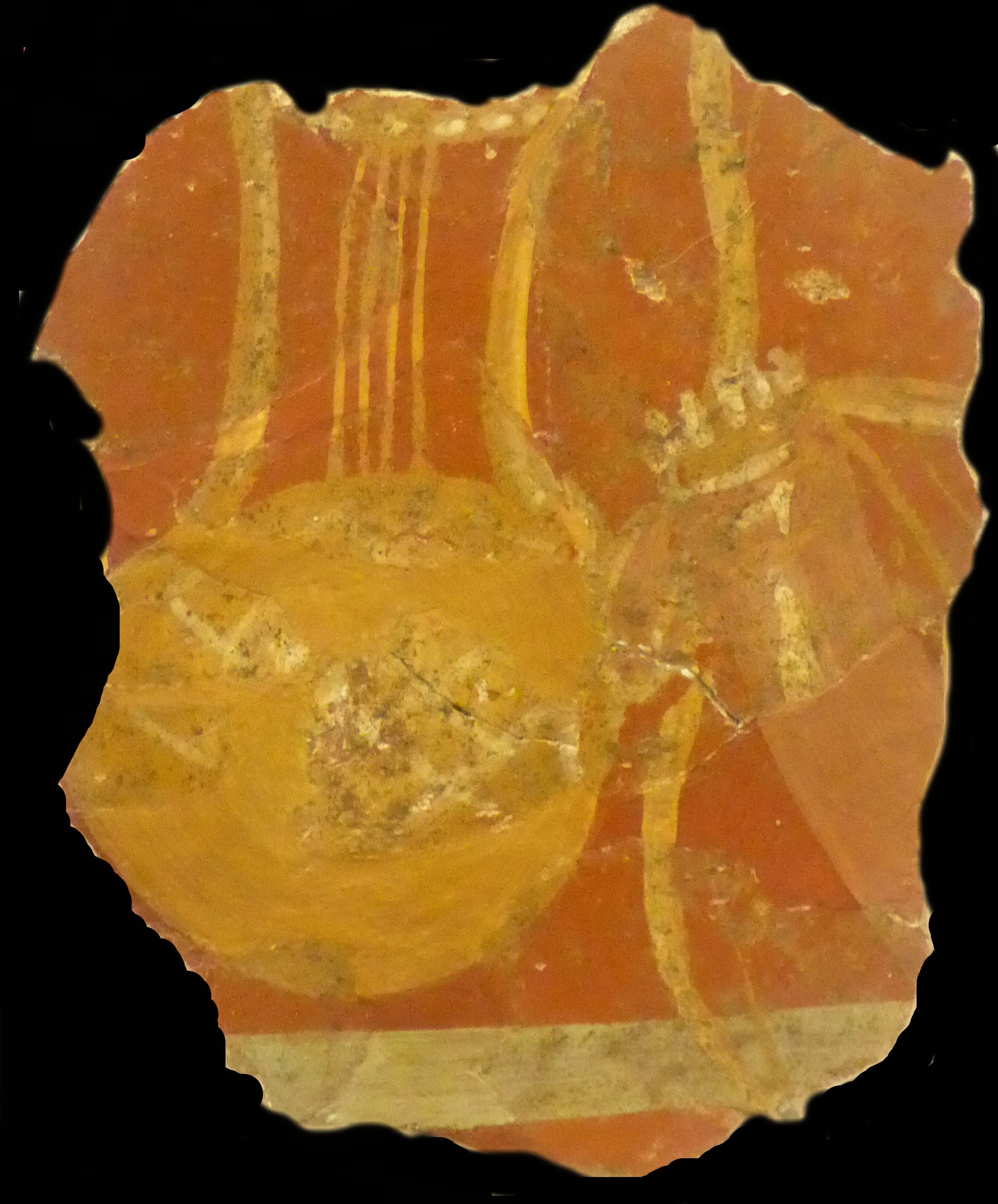
Wandmalereifragment aus Bad in Insula XIX

In Insula XIX fanden sich bei Rettungsgrabungen ein eingetiefter Gebäudeteil, eine Mauer mit Pilastern, sowie Reste von Säulen und hochwertige Wandmalereien. Gemäß den Funden war es vielleicht ein öffentliches Gebäude und wurde bis an das Ende des ersten Jahrhunderts genutzt.
Auch bei Ausgrabungen auf Insula III fand man Gebäudereste, die vermutlich zu einer Therme gehörten, welche am Ende des ersten Jahrhunderts erbaut und im großen Feuer um 150 zerstört wurde. Allerdings wurden bisher nur drei Räume des Gebäudes ausgegraben, wovon einer über ein Hypokaustum verfügte. Aufgrund der Gebäudestruktur und der zahlreichen gefundenen Toilettenobjekte ist es ziemlich sicher, dass es sich um ein öffentliches Bad handelte. Der Bau liegt mitten in der Stadt. Seine Lage und die reiche Ausstattung, unter anderem auch mit Purbeck-Marmor, deuten an, dass dies das Hauptbad der Stadt war.
Ein drittes großes Bad fand man bei Grabungen nordöstlich der römischen Stadt neben einem großen Tempelbezirk, weshalb es möglicherweise vornehmlich für rituelle Zwecke genutzt wurde. Es wurde fast vollständig untersucht. Der Bau war mindestens 55 × 30 m groß, obwohl im Norden und Westen weiter Räume unausgegraben bleiben. Das Bad wurde um 140 errichtet und wurde im zweiten Viertel des 3. Jahrhunderts verlassen. Es gibt nur wenige Anzeichen für Umbauten.
Mindestens zwei Häuser (Haus IV,4, Haus V.1) hatten Privatbäder. Ein Haus in Insula XXXVII ist nur von Luftphotographien bekannt, hatte wahrscheinlich aber auch einen Badetrakt.

### Tempel
Die Stadt verfügte über zahlreiche Tempel. Im Forum standen wahrscheinlich zwei Tempel vom klassischen Typ. Weitere Tempel im Stadtgebiet gehören zum Typ des Gallo-römischer Umgangstempels, von denen aber bisher nur zwei ausgegraben wurden. Von den anderen Tempeln weiß man aufgrund von Luftaufnahmen.
In Insula XVI, neben dem Theater und dem Forum, befand sich ein großer am Ende des ersten vorchristlichen Jahrhunderts errichteter Tempelbezirk (etwa 91 × 48 m), der die ganze Insula einnahm, von Mauern umgeben war und sich nach Norden zum Theater, mit dem er in Verbindung stand, öffnete. In der Mitte des Bezirks stand der eigentliche Tempel mit einer zentralen Cella, einem Umgang und zwei länglichen Anbauten. Tore befanden sich jeweils an den zwei Kurzseiten des Tempelbezirkes. Das Osttor führte direkt zum Theater.
Im Süden der Stadt, einem der Stadttore genau gegenüber, konnte ein kleiner, dreieckiger, ebenfalls am Ende des ersten vorchristlichen Jahrhunderts errichteter Tempelbezirk ausgegraben werden, der auch eine ganze, allerdings sehr kleine Insula einnahm.

### Wohnbauten

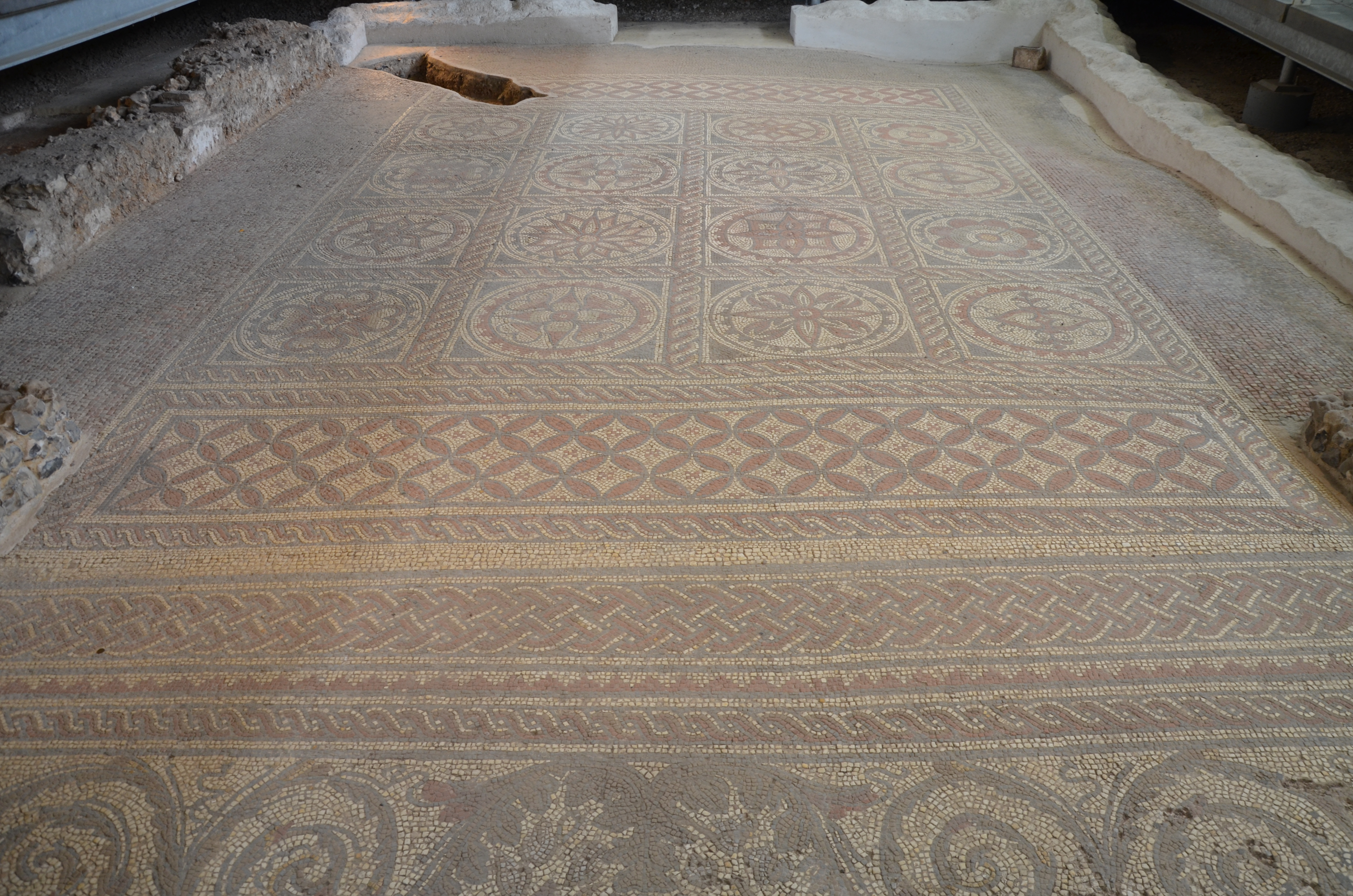
Mosaik aus Haus IV.8

#### Erstes Jahrhundert
Die älteste Bebauung konzentrierte sich im Zentrum der Stadt in der Gegend, wo später das Forum stand. Im ersten und frühen zweiten Jahrhundert handelte es sich meist um vergleichsweise bescheidene Holzbauten. Steinbauten wurden erst im zweiten Jahrhundert häufiger errichtet.
In Insula XIV konnte eine Reihe von Holzbauten ausgegraben werden, die in die Mitte des 1. Jahrhunderts datiert. Die Häuser sind beim Boudicca-Aufstand niedergebrannt worden. Es handelte sich wohl um Läden mit Werkstätten. Zur Straßen gab es Kolonnaden. Die einzelnen Einheiten bestanden aus dem eigentlichen Laden und einem dahinter liegenden Raum. Eventuell gab es ein zweites Stockwerk, in dem sich Wohnräume befanden. In einem Laden fanden sich Belege für Metallverarbeitung.

#### Zweites und drittes Jahrhundert
Auch in der ersten Hälfte des zweiten Jahrhunderts bestand ein Großteil der Wohnbebauung aus Holz. Ein gutes Beispiel ist Insula XIV, wo eine Reihe von Läden und Werkstätten mit dahinter liegenden Wohnungen standen. Zur Straße hin gab es einen Porticus. In einem Haus fanden sich zwei aus Stein errichtete Aediculae, bei denen es sich offensichtlich um Hausaltäre handelt. Einige Räume waren mit Wandmalereiem dekoriert.
Vor allem im Osten der Stadt sind mehrere große Stadtvillen des zweiten Jahrhunderts ausgegraben worden. Sie sind meist aus Feuerstein, der lokal reichlich vorhanden ist, errichtet. Sie sind zum Teil reich mit Mosaiken, Wandmalereien und Hypokausten ausgestattet. Haus III.2 (die römischen Zahlen benennen die Insula, die arabischen das Haus in der Insula) war ein großes Haus, etwa 45 × 45 m im Grundriss. Es hatte einen Hof, um den sich diverse Räume angeordnet fanden. Es konnten zwei Bauphasen unterschieden werden. Vor allem in der ersten Phase hatte das Haus zahlreiche Räume mit Hypokausten und Mosaiken. Die erste Phase datiert um die Mitte des zweiten Jahrhunderts, die zweite an das Ende des dritten Jahrhunderts. Haus IV.8 ist in der Mitte des zweiten Jahrhunderts errichtet worden. Der Bau war einst etwa 40 m lang mit zwei Flügeln im Norden und Süden. Vor allem der Südflügel fand sich noch relativ gut erhalten, während der nördliche Teil des Baues bis auf die Grundmauern zerstört war und der Grundriss nur noch anhand von Fundamentgruben verfolgt werden konnte. Im Südflügel gab es einen großen Raum mit einem gute erhaltenes geometrisches Mosaik. Ein kleineres Nebenzimmer enthielt ein Mosaik mit der Darstellung der Büste eines Gottes. Die meisten Räume waren beheizbar. Haus II.1 hatte einst wahrscheinlich einen vergleichbaren Grundriss, doch war es viel schlechter erhalten. Bemerkenswert ist ein Raum mit einer Apsis, in dem sich ein halbrundes Mosaik, das eine Muschel darstellt, fand.
Haus XXVIII, 3 wurde um 150 errichtet. Es handelte sich um einen Holzbau, desser Wand- und Dekoration sich relativ gut rekonstruieren lässt. Insula XXVIII lag im Zentrum der Stadt und trennte das Theater von dem Forum. Das Haus bestand aus zwei Flügeln, die sich beide zur Straße orientierten, An der Rückseite gab es einen Hof. Insgesamt hatte das Haus 10 Räume. Der größte von ihnen (Raum 3) war mit einem Mosaik geschmückt, das einen Kantharus und Delphine als Zentralmotiv zeigt. Auch die Wandmalereien waren gut erhalten und zeigen roten Felder, die von Streifen mit floralen Motiven getrennt sind. Aus einem Korridor stammen aufwendige Malereien, die Felder mit Marmorimitationen und dazwischen Säulen zeigen. Das Haus brannte um 155 nieder, stand also nur etwa fünf Jahre.
Haus XXI, 2 war zum Teil stark von einer mittelalterlichen Straße zerstört, doch die erhaltenen Teile liefern ein gutes Bild von der Ausstattung des Hauses eines wohlhabenden Bürgers. Das Haus lag nahe am Forum und hatte damit eine bevorzugte Lage innerhalb der Stadt. Das aus Feuersteinen erbaute Haus wurde um 180 n. Chr. errichtet. Es hatte drei Flügel, die sich um einen Hof gruppierten. Der nördliche und östliche Flügel liefen parallel zu den antiken Straßen der Stadt. Vor allem der nördliche Flügel ist im Mittelalter zum großen Teil zerstört worden. Dagegen war der südwestliche Flügel gut erhalten. Hier gab es einen zentralen Raum (7,47 × 4,42 m), dessen Fußboden mit einem Mosaik dekoriert war, das im Zentrum einen Löwen zeigt. Von Wandmalereien fanden sich noch zahlreiche Reste. Über eine rote Sockelzone war die Hauptwand mit grünen Feldern bemalt, die von roten Feldern gerahmt waren. Östlich (zum Hof hin) von diesem Raum befand sich ein Korridor, der 2,36 m breit und einst etwa 15 m lang war. Auch er war bemalt. Hier fand man rote Felder mit einzelnen Vögeln als zentrales Motiv. Die Felder sind durch hellere Streifen getrennt. Innerhalb dieser Felder finden sich filigrane Blumengewinde. Die Decke hatte violett als Grundfarbe. Ein Netz von filigranen Pflanzen bildet Reihen von Quadraten, in denen sich meist Vögel, aber auch Tierköpfe befinden. Im Süden knickte der Korridor nach Westen (sodass er insgesamt eine L-Form hatte) ab. Hier war die Decke ähnlich gestaltet, jedoch mit einem roten Untergrund. Die Wände hatten wiederum eine Felderdekoration, die jedoch recht einfach gestaltet war. Der Boden war in beiden Korridoren zum Teil mit roten Tesserae ausgelegt. Ein weiterer Raum lag nördlich des großen Mittelraumes. Er hatte anscheinend nur weiße Wände und einen einfachen Zementfußboden. Der Nordflügel des Hauses ist anscheinend schon im Mittelalter zerstört worden und liegt auch unter einer modernen Straße. Der nordöstliche Flügel hatte auch stark unter Steinraub gelitten. Es gab eine Reihe von Räumen zur Straße hin und zur Hofseite gab es einen Korridor. Das Haus war im ganzen dritten Jahrhundert über bewohnt, wobei aber der südwestliche Flügel im Lauf der Zeit aufgegeben und eingeebnet wurde. Der Ausgräber hebt hervor, dass die gut erhaltenen Malereien und Mosaiken im südwestlichen Flüge andeuten, dass das Haus im ganzen 3. Jahrhundert bewohnt war und die Bewohner sich um die Pflege der Dekoration bemühten.

Wandmalereien und Mosaike aus Häusern des Zweiten Jahrhunderts
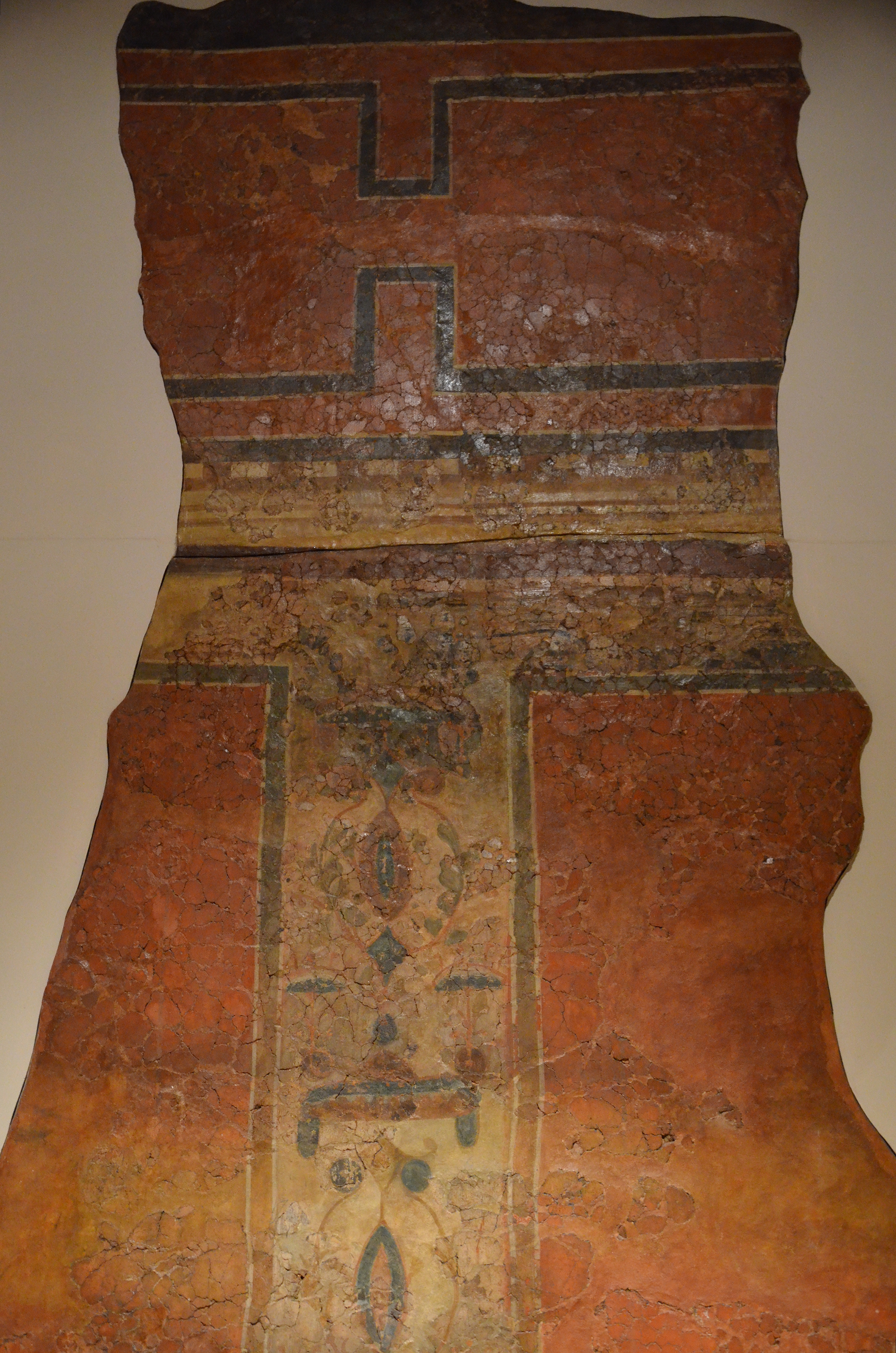
Wandmalerei aus Haus XXVIII, 3, Raum 9
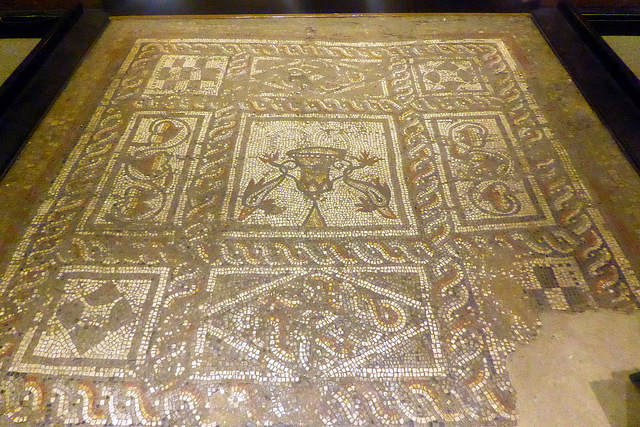
Mosaik aus Haus XXVIII, 3, Raum 9
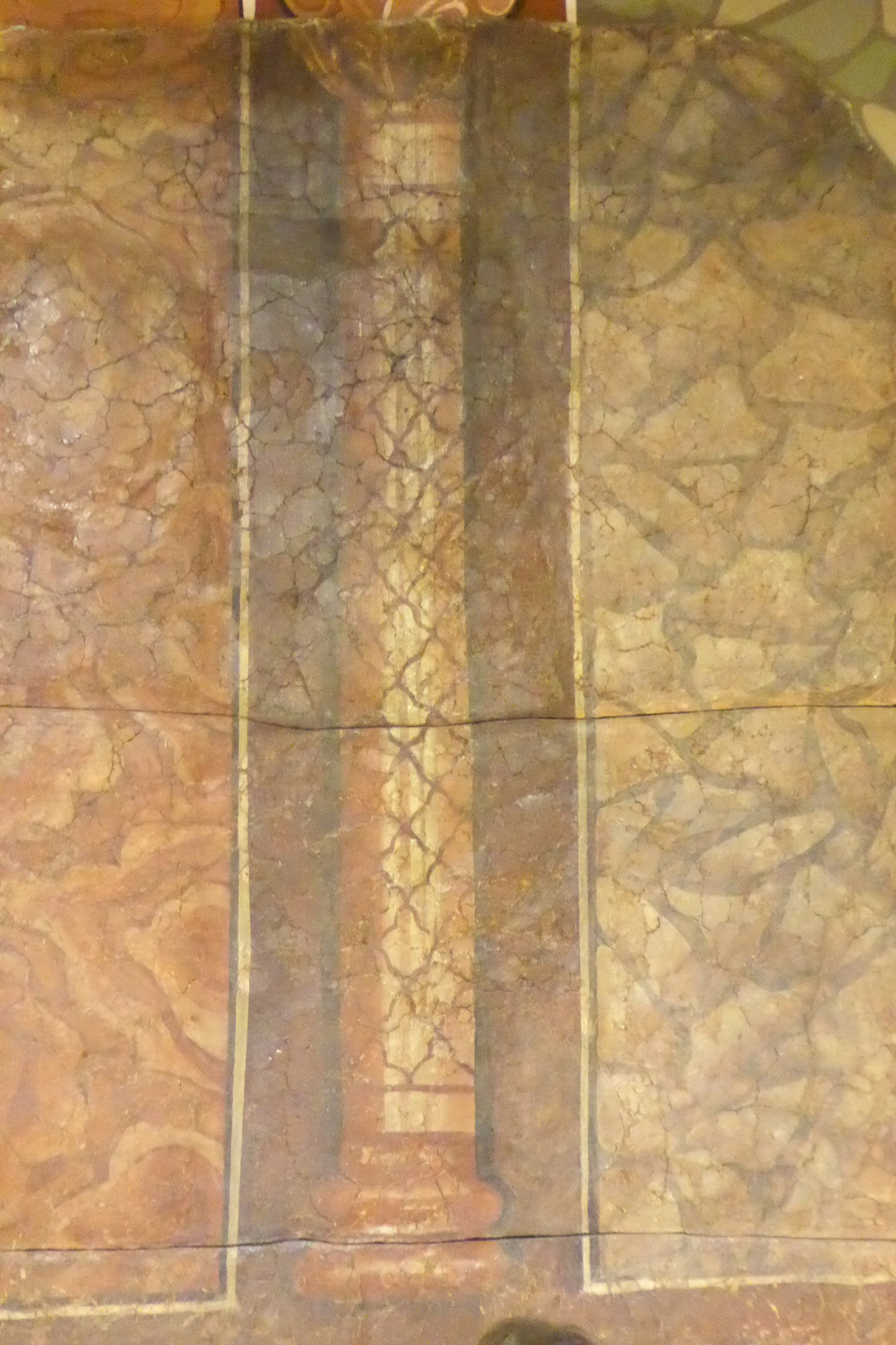
Wandmalerei aus Haus XXVIII, 3, Raum 3
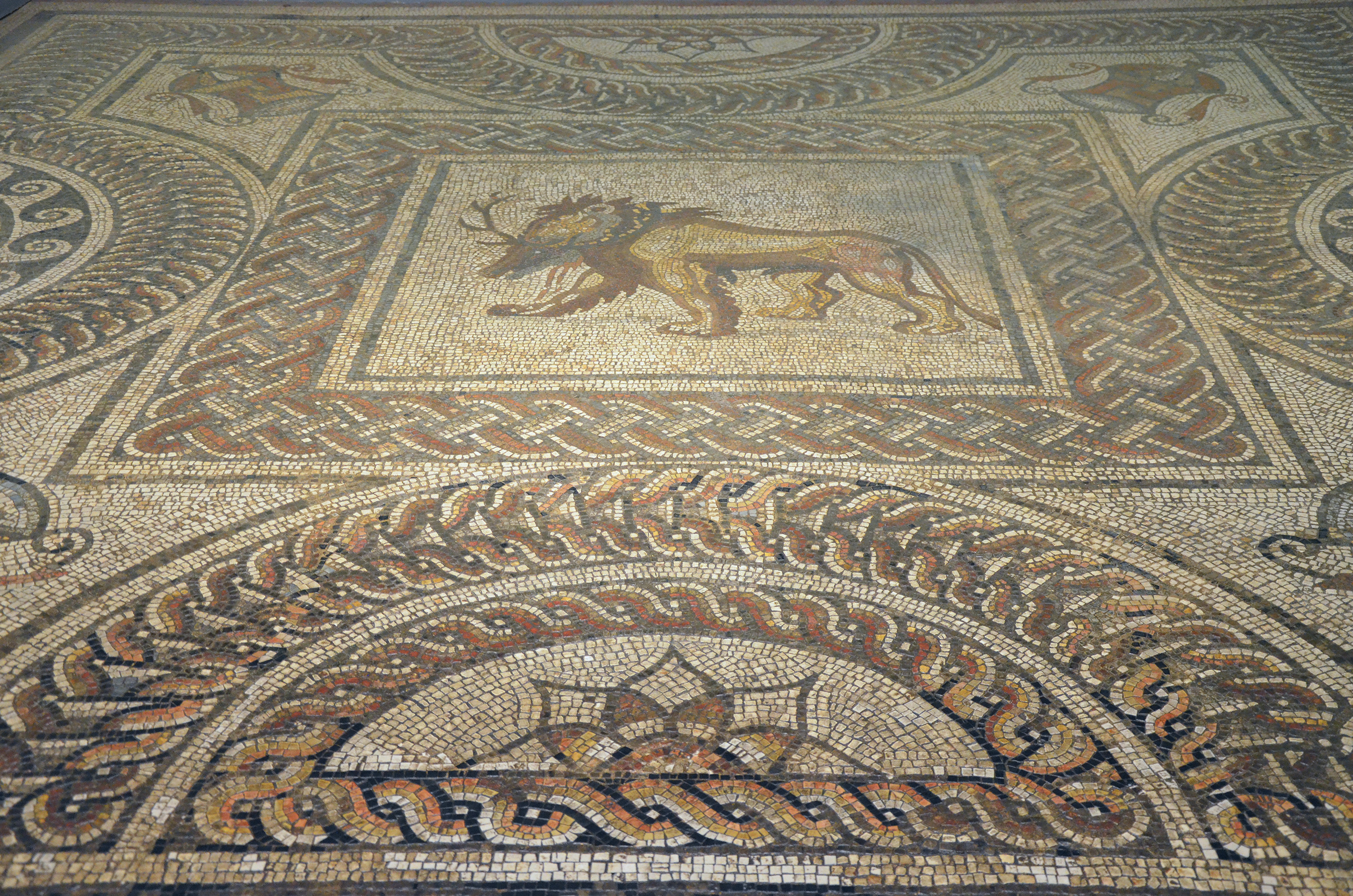
Mosaik aus Haus XXI, 2
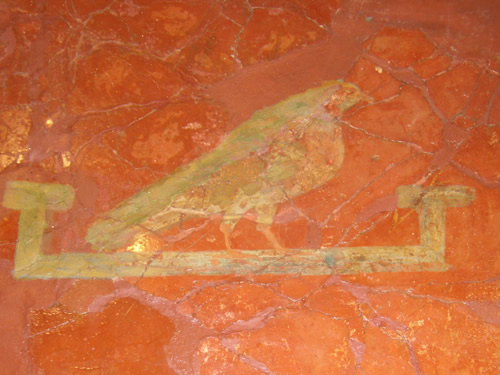
Detail einer Wandmalerei aus dem Korridor von Haus XXI, 2

#### Viertes und fünftes Jahrhundert
Vor allem die Stadtvillen am Stadtrand scheinen zum großen Teil verlassen worden zu sein und wurden nicht neu bewohnt. Dagegen gibt es eindeutige Belege, dass das Stadtzentrum weiter bewohnt war und auch neue, aufwändige Wohnhäuser errichtet wurden.

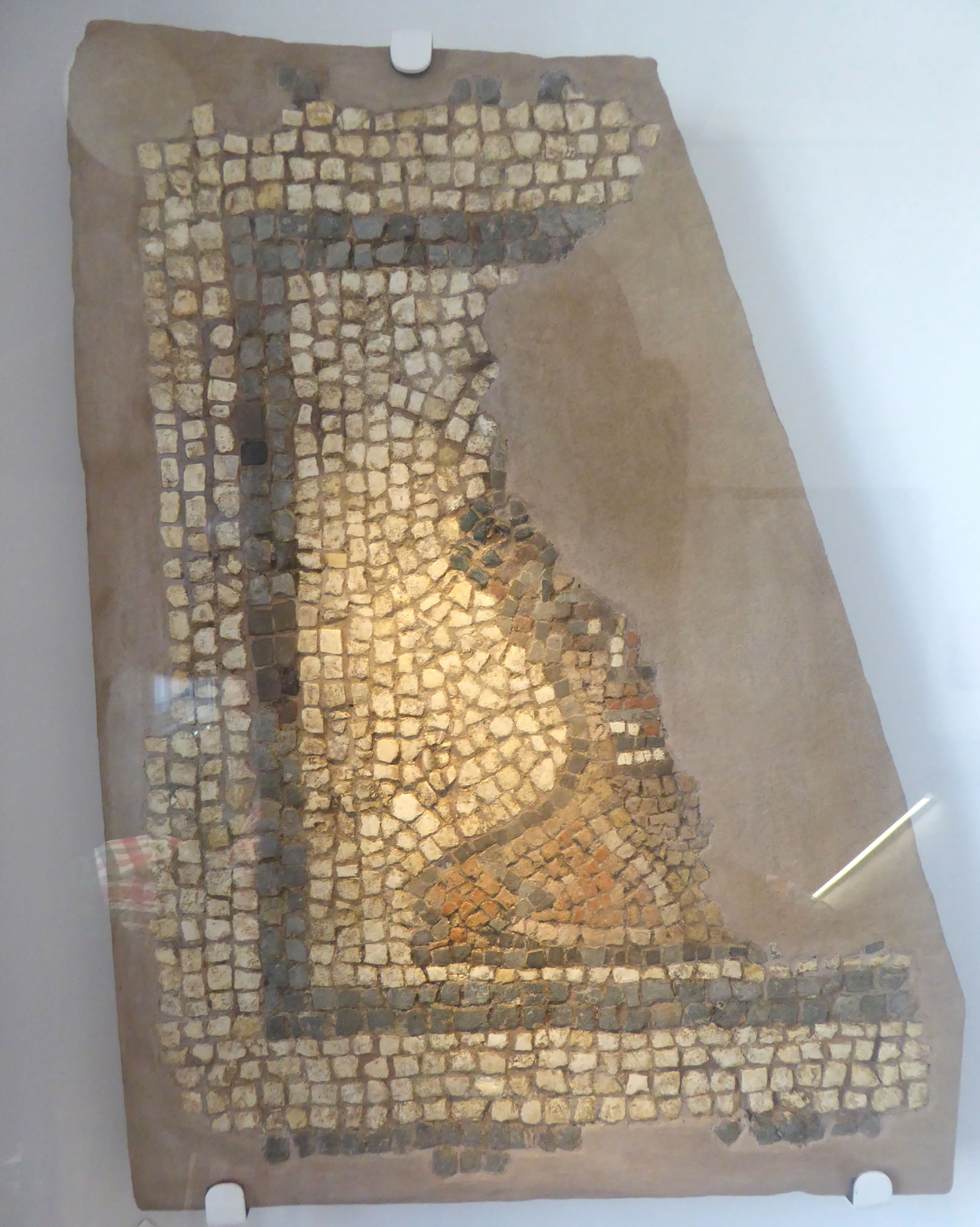
Mosaik (Ausschnitt) aus Haus XXVII, 2

Haus XXVII, 2 lag im Zentrum der Stadt, direkt nördlich des Forums, nur durch eine Straße von ihm getrennt. Die Datierung des Hauses verursachte einige Kontroversen. Die Insula an sich war schon seit flavischer Zeit mit Holzhäusern bebaut. die jedoch nur schlecht erhalten waren. Die Bebauung wurde bei dem Stadtbrand um 155 n. Chr. zerstört, wonach die Stelle für etwa kurze Zeit unbebaut blieb. Haus XXVII, 2 bestand aus drei Flügeln um einen Hof, der sich zur Straße öffnete. Anhand von Münzen ist schein dem Ausgräber sicher, dass das Gebäude um 380 errichtet wurde. Diverse Räume im Haus hatten Hypokausten und wurden im Laufe der Zeit mit Mosaiken ausgestattet, die demnach nach 380 datieren. Der Bau war anscheinend bis in der Mitte des 5. Jahrhunderts in Betrieb, wurde dann aber niedergerissen. An seiner Stelle wurde eine große Halle errichtet, deren Funktion unsicher ist, vielleicht aber einen Speicher darstellte. Die Halle wurde im 5. Jahrhundert wiederum abgerissen und es wurde ein Abwasserkanal durch das Gelände gegraben. Der archäologische Befund ist besonders wichtig und belegt eine wohlhabende städtische Oberschicht am Ende des 4. Jahrhunderts und zu Beginn des 5. Jahrhunderts. Es bezeugt auch, dass selbst im 5. Jahrhundert noch beträchtliche Bauarbeiten in der Stadt durchgeführt wurden. Dies widerspricht der Annahme, dass das städtische Leben in Britannien mit dem Abzug der Römer erlosch. Neuere Überlegungen datieren das Haus jedoch an das Ende des zweiten Jahrhunderts. Vor allem eine verbauten Münze von Constans und Valens dienten als Beleg für diese späte Datierung. Neuere Überlegungen machen es aber wahrscheinlicher, dass die Münzen bei Restaurierungen des Baues verbaut wurden, da vor allem auch die Mosaiken stilistisch viel früher, wohl ans Ende des zweiten Jahrhunderts anzusetzen sind.

### Stadtmauer
Schon im ersten Jahrhundert war die Stadt von einem Graben umgeben, dessen genaue Datierung allerdings umstritten ist. Er umschloss ein Gebiet von etwa 40 ha und war im dritten Jahrhundert nicht mehr in Gebrauch, da Teile von ihm überbaut wurden. Aus dem 2. Jahrhundert stammt ein weiterer Graben, der die Stadt einschloss. Sein genauer Verlauf ist unsicher, wie auch sein Verhältnis zum Graben des 1. Jahrhunderts.

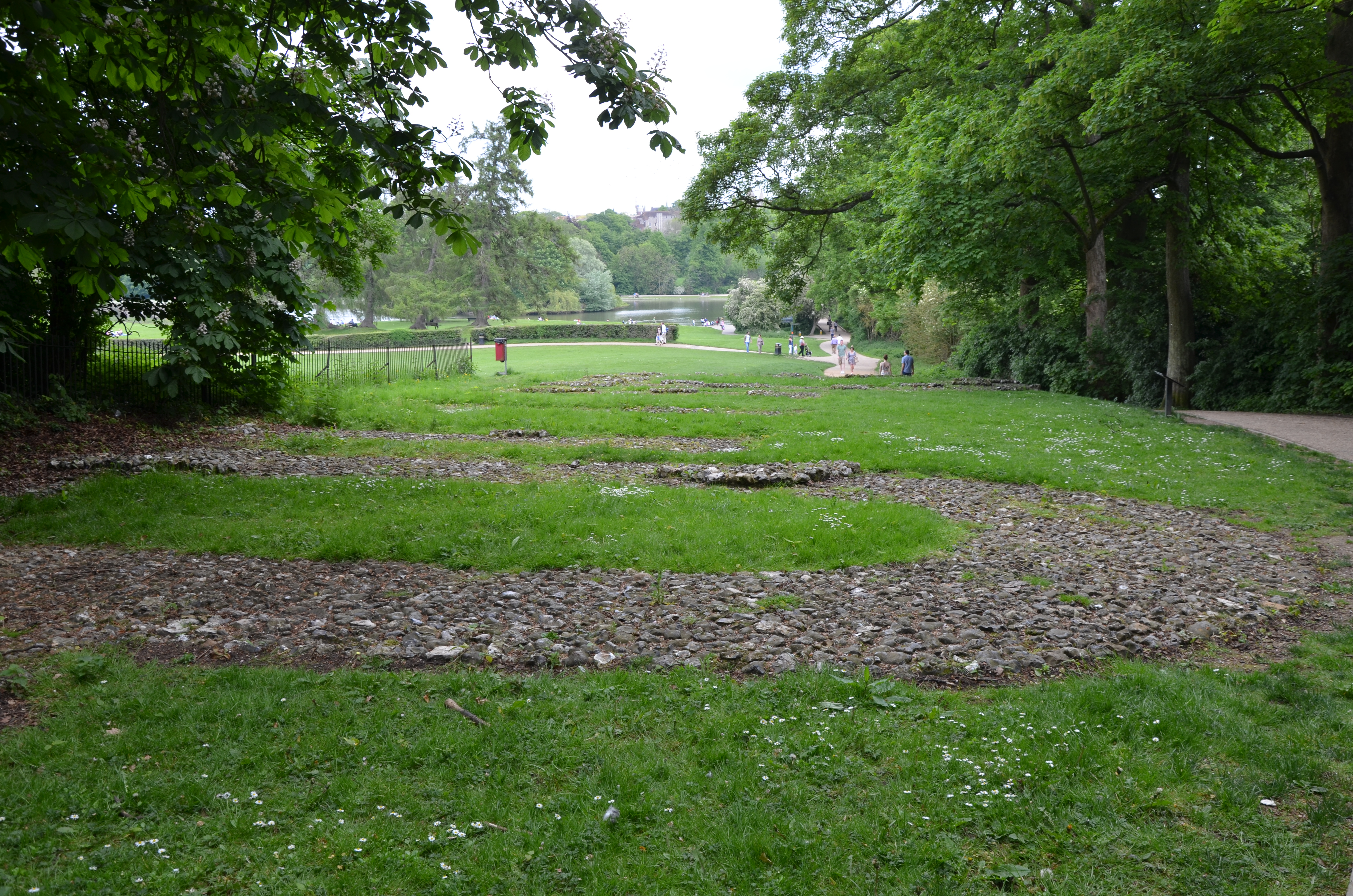
Reste des Londoner Tores

Noch heute stehen umfangreiche Reste der Stadtmauer an. Sie ist aus Feuerstein und Ziegeln errichtet, war einst etwa 3,6 km lang und umschloss ein Gebiet von etwa 81 Hektar. Die Mauer war etwa 2,5 m stark und war wahrscheinlich um die 4 m hoch. Es gab einige Türme und mindestens vier Tore. Die Türme bestehen aus einem massiven Halbkreis an der Maueraußenseite und einem etwa 5 × 5 m großen Raum auf der Innenseite.
Mehrere Tore sind ausgegraben worden. Das sogenannte Londoner Tor (der Name ist modern) im Süden, an der Straße nach London, ist am besten erhalten. Es hatte zwei flankierende Türme und vier Durchgänge. Der ganze Torbereich ist mehr als 10 m breit. In der Mitte fanden sich zwei etwa 3 m breite Tore, anscheinend für den Verkehr auf Rädern, während es auch zwei schmalere Zugänge für Fußgänger gab. Das nordwestliche Chester-Tor war ähnlich aufgebaut, ist jedoch schlechter erhalten. Das Südwest-Tor war wiederum nach demselben Schema aufgebaut, doch waren die Ecktürme rechteckig. Auch war der Torbereich mit etwa 10 m schmaler. Es gab hier auch zwei Eingänge für Fußgänger, doch eventuell nur einen Mitteldurchgang für Fahrzeuge. Die Datierung der Stadtmauer ist nicht ganz gesichert, doch gibt es Anzeichen, dass sie im dritten Jahrhundert errichtet wurde.

### Kirchen
Seit dem vierten nachchristlichen Jahrhundert war das Christentum Staatsreligion im römischen Reich. Objekte mit christlichen Symbolen wurden aber bislang in Verulanum nicht gefunden. Einen schriftlichen Beleg für die Existenz einer Kirche in der Stadt liefert der angelsächsische Benediktinermönch, Theologe und Geschichtsschreiber Beda Venerabilis. Wo sich die Kirche befand ist unklar. Allerdings werden in der Literatur drei Gebäude als potentielle Kirchenbauten diskutiert, wobei aber für keines der Gebäude die Nutzung als Kirche bewiesen wurde.
Eines der Gebäude ist der Tempelbezirk in Insula XVI, da dessen nordwestlicher Eingang wohl bei Umbaumaßnahmen, eventuell zu einer Kirche, verschlossen wurde. Auch ein 15,8 m langes und 12,5 m breites Gebäude in der Insula IX, möglicherweise eine Basilika, wurde aufgrund des Grundrisses als Kirche in Betracht gezogen. Einen Beleg für die Interpretation gibt es auch hier nicht. Auch ein 1966 außerhalb der ehemaligen Stadt inmitten eines Gräberfeldes gefundenes mindestens 6 m langes und 3 m breites Gebäude mit einer Apsis wird aufgrund der Gebäudeform und der Lage in einem Gräberfeld als Kirche in Betracht gezogen, wobei aber auch hier keine Belege für eine kirchliche Nutzung gefunden wurden.

### Triumphbögen

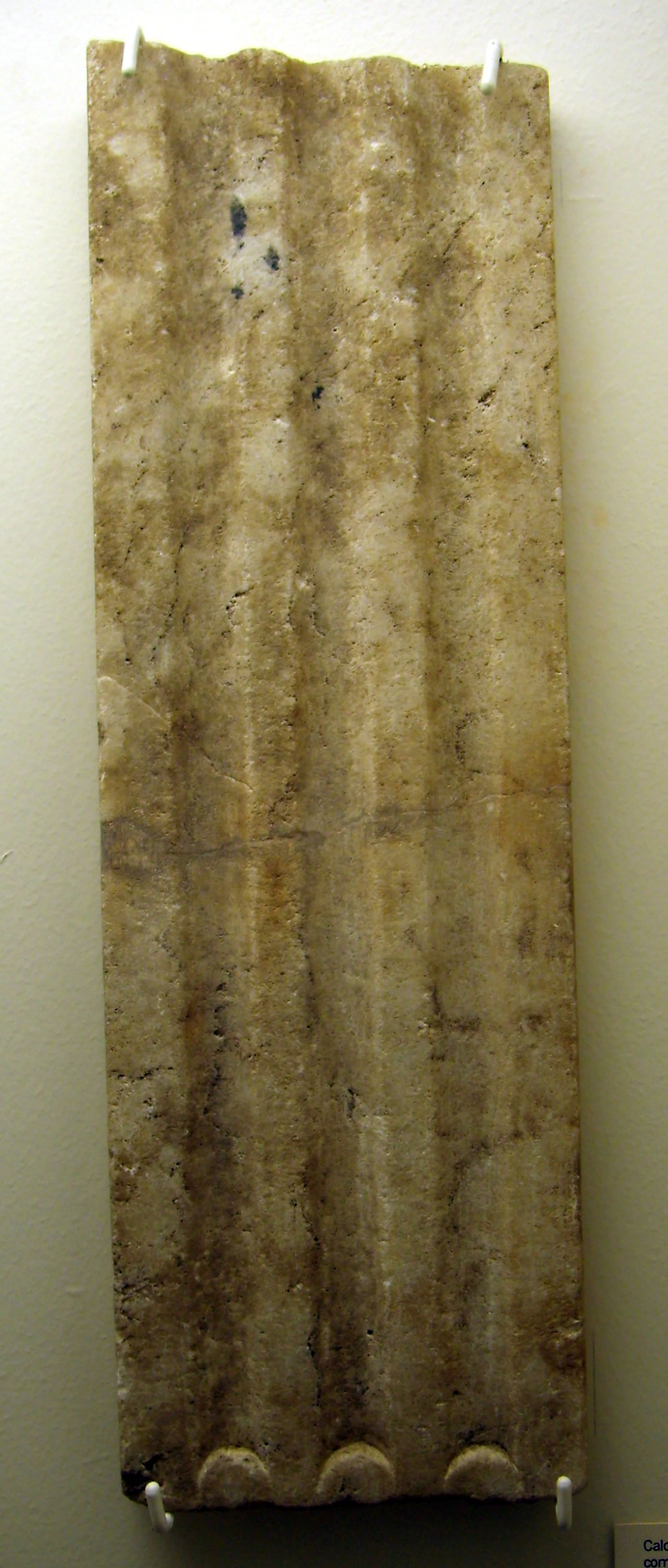
Steinverkleidung, die einst den Triumphbögen im Süden der Stadt schmückte

Reste von zwei Triumphbögen sind ausgegraben worden. Einer von ihnen stand im Süden der Stadt. Er war einst etwa 15 m lang und 5 m breit mit zwei Bögen aus wahrscheinlich im Kern aus Feuersteinen errichtet. Es fanden sich nur noch spärliche Reste der Fundamente, doch kamen in der Nähe Marmorverkleidungen zu Tage, die eventuell den Bogen schmückten. Östlich vom Theater sind die Reste eines weiteren Triumphbogens ausgegraben worden. Nur ein Pfeiler ist bei den Ausgrabungen erfasst worden. Der Bogen war aus Ziegeln errichtet worden und datiert eventuell um 300 n. Chr.

### Friedhöfe
Vor allem entlang den Ausfallstraßen der Stadt, außerhalb der Stadtmauern, lagen die Friedhöfe. Die Friedhöfe Im Süden sind vor allem im ersten und zweiten Jahrhundert beliebt gewesen. Im dritten Jahrhundert wurden auch die Ausfallstraßen im Norden und Osten belegt. Im vierten und fünften Jahrhundert war ein Hügel östlich der Stadt der Hauptfriedhof. Im ersten und zweiten Jahrhundert waren Urnenbestattungen die Regel. Ab dem zweiten Jahrhundert kommen auch Körperbestattungen vor, die ab dem dritten Jahrhundert zur Regel werden. Es fanden sich diverse Bestattungen in Bleisärgen. Sarkophage sind auch bezeugt. Es sind die Fundamente von einigen aufwendigen Mausoleen erhalten.

## Gewerbe
Im Vergleich zu anderen römischen Städten sind die Belege für Industrie und Handwerk nicht sehr zahlreich. Die Stadt verdankte ihren Wohlstand anscheinend vor allem der Landwirtschaft und war ein wichtiger Marktplatz.
Es gibt jedoch gute Belege für Keramikproduktion in der Stadt und in ihrer Umgebung. Im ersten Jahrhundert gab es Töpfereien, die etwa 4 km südlich der Stadt bei Briket Wood (Lugdunum) operierten. Im zweiten Jahrhundert operierten Töpfereien außerhalb der Stadt nahe dem Südtor (Londoner Tor). Hier wurden fünf Töpferöfen ausgegraben. Auch innerhalb der Stadt arbeiteten Töpfereien in Insula V und XIII. Die Keramikproduktion in und um der Stadt hatte ihre Blütezeit in der ersten Hälfte des 2. Jahrhunderts und belieferte Londinium und die Militärlager am Hadrianswall. Ab der Mitte des 2. Jahrhunderts verlor die Produktion aber ihre Bedeutung und andere Orte übernahmen diese Funktionen.
Ist gibt zahlreiche Belege für Metallverarbeitung. Schon in vorrömischer Zeit scheint die Gegend ein Zentrum der Eisenverarbeitung gewesen u sein. Bei Ausgrabungen sind immer wieder Belege gefunden worden. Auch Bronzeschlacken kamen bei Ausgrabungen zu Tage. Es ist jedoch unsicher, ob nur Reparaturen an Metallobjekten vorgenommen wurden oder ob auch im größeren Maßstab neue Objekte produziert wurden.
Fleisch scheint eine besondere Bedeutung in der Wirtschaft der Stadt gespielt zu haben, wie der Fleischmarkt es belegt. Bei Ausgrabungen der Stadt gefundene Tierknochen sind jedoch bisher nur mangelhaft untersucht worden, während es Untersuchungen zu den Knochen in einigen der Villen im Umland gibt. Hier dominieren Rinderknochen. Im 2. Jahrhundert sind auch Schafsknochen zahlreich vertreten, deren Anteil jedoch im Laufe der Zeit abnimmt. In einigen Villen sind Schafsknochen aber auch noch im 4. Jahrhundert in großer Zahl vorhanden, wobei ss sich oftmals um Knochen alter Tiere handelt. Die Schafe wurden also wegen der Wolle gehalten. Es gibt Belegen für Lederverarbeitung, die mit der Rinderzüchtung in Verbindung steht. Meist handelt es sich unverarbeiteter Lederreste, die auch keine größere Produktion bezeugen.

## Verulamium Museum

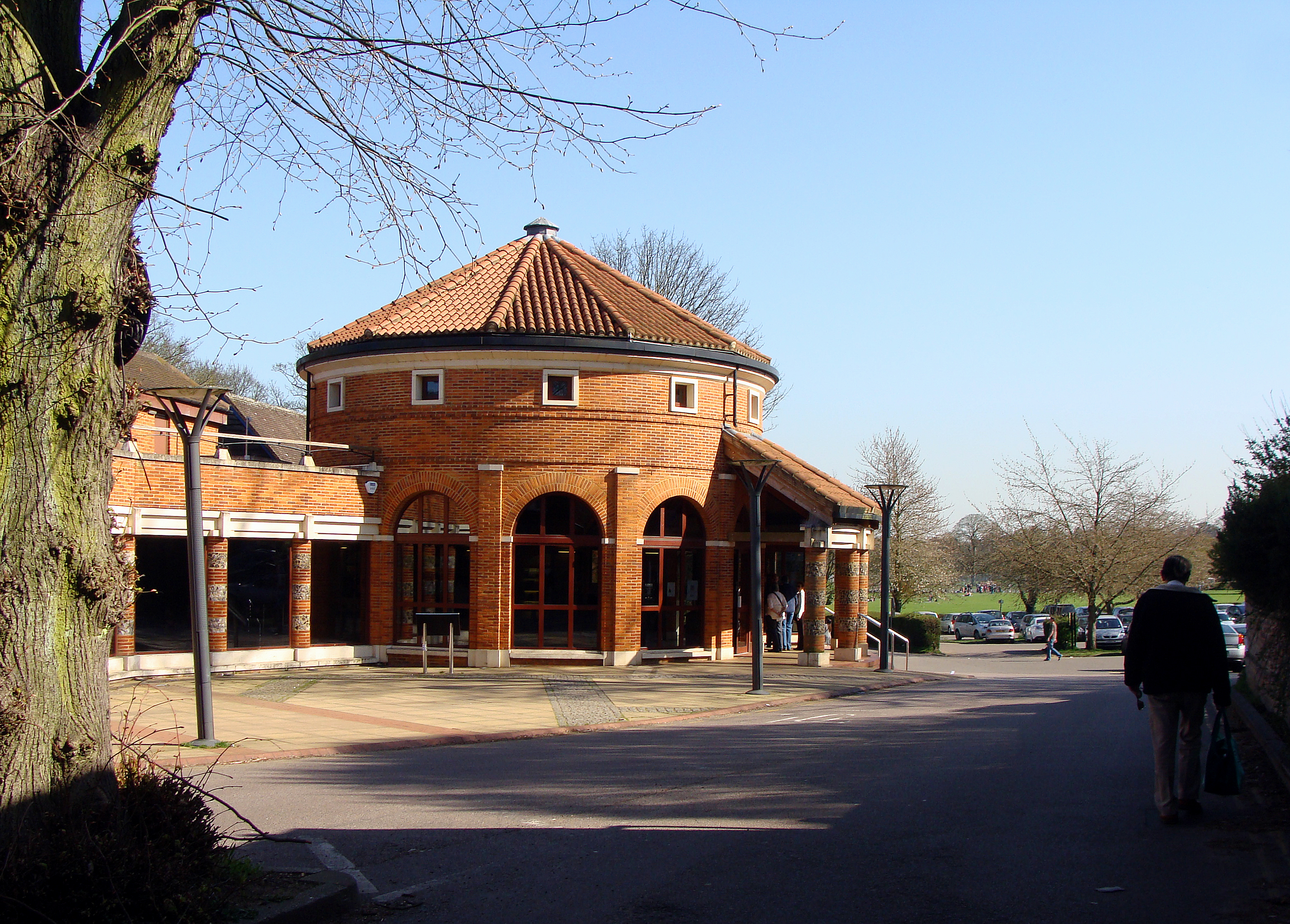
Verulamium Museum
(Zustand 2010)

Mitten im Gelände steht das vom St Albans City Council betriebene und durch Mortimer und Tessa Wheeler in den 1930er Jahren gegründete Verulamium Museum. Es erklärt sowohl die Geschichte des Ortes in der Eisenzeit als auch in römischer Zeit. Darüber hinaus zeigt es die wichtigen Grabungsfunde, darunter eine der besten Sammlungen von Bodenmosaiken Englands, unter anderem das Shell-Mosaic, Stuckmarmor, die Verulamium Venus, eine bronzene Figurine, und zahlreiche andere Artefakte. Andere ebenfalls im Museum ausgestellte Funde, wie ein Sarkophag mit einem männlichen Skelett, wurden zufällig bei Bauarbeiten entdeckt.

Exponate des Verulamium Museums
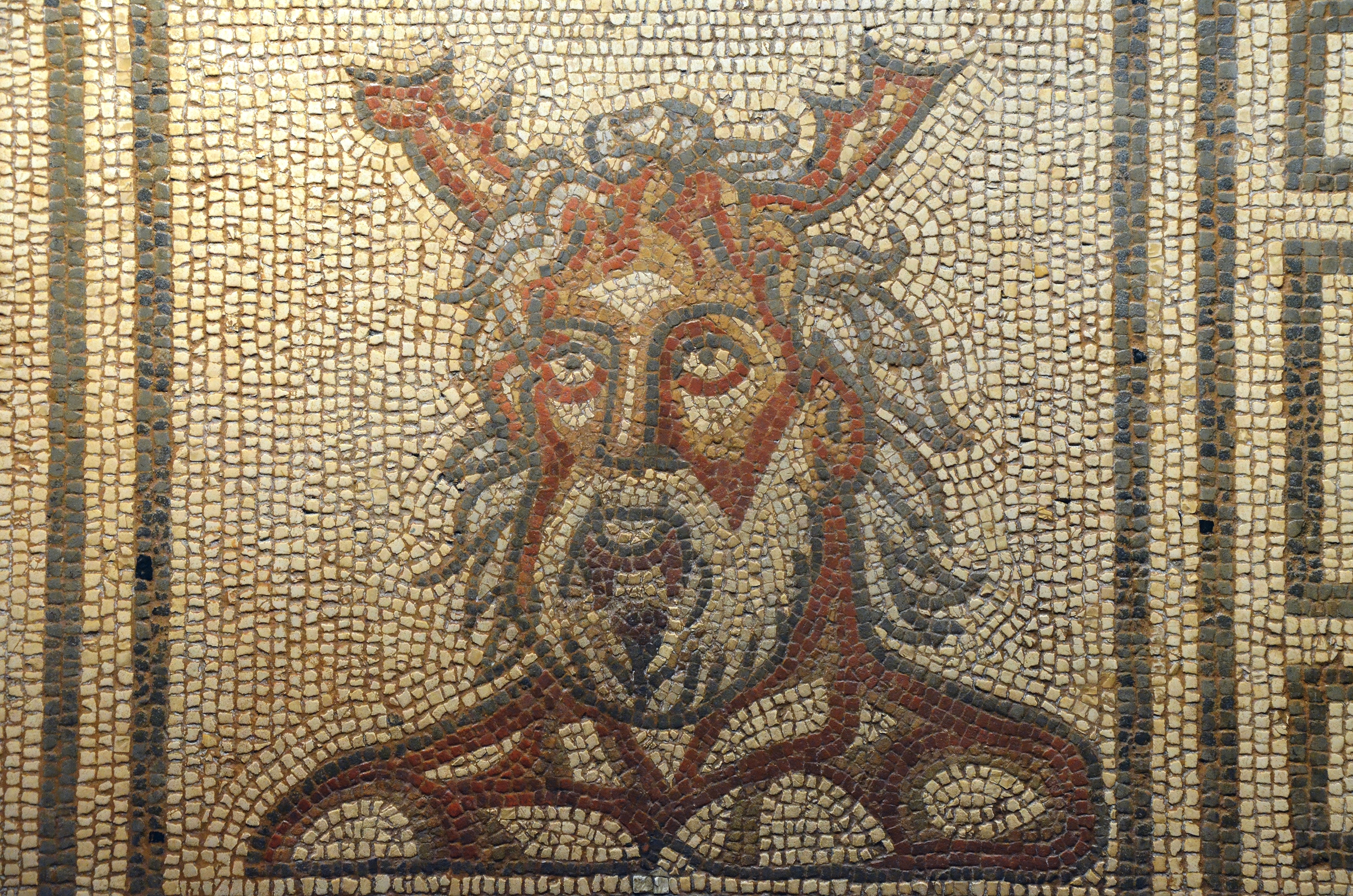
Mosaik einer Meeres- oder Waldgottheit, 160 bis 190 FO: Verulamium (Haus IV.8) AO: Verulamium Museum
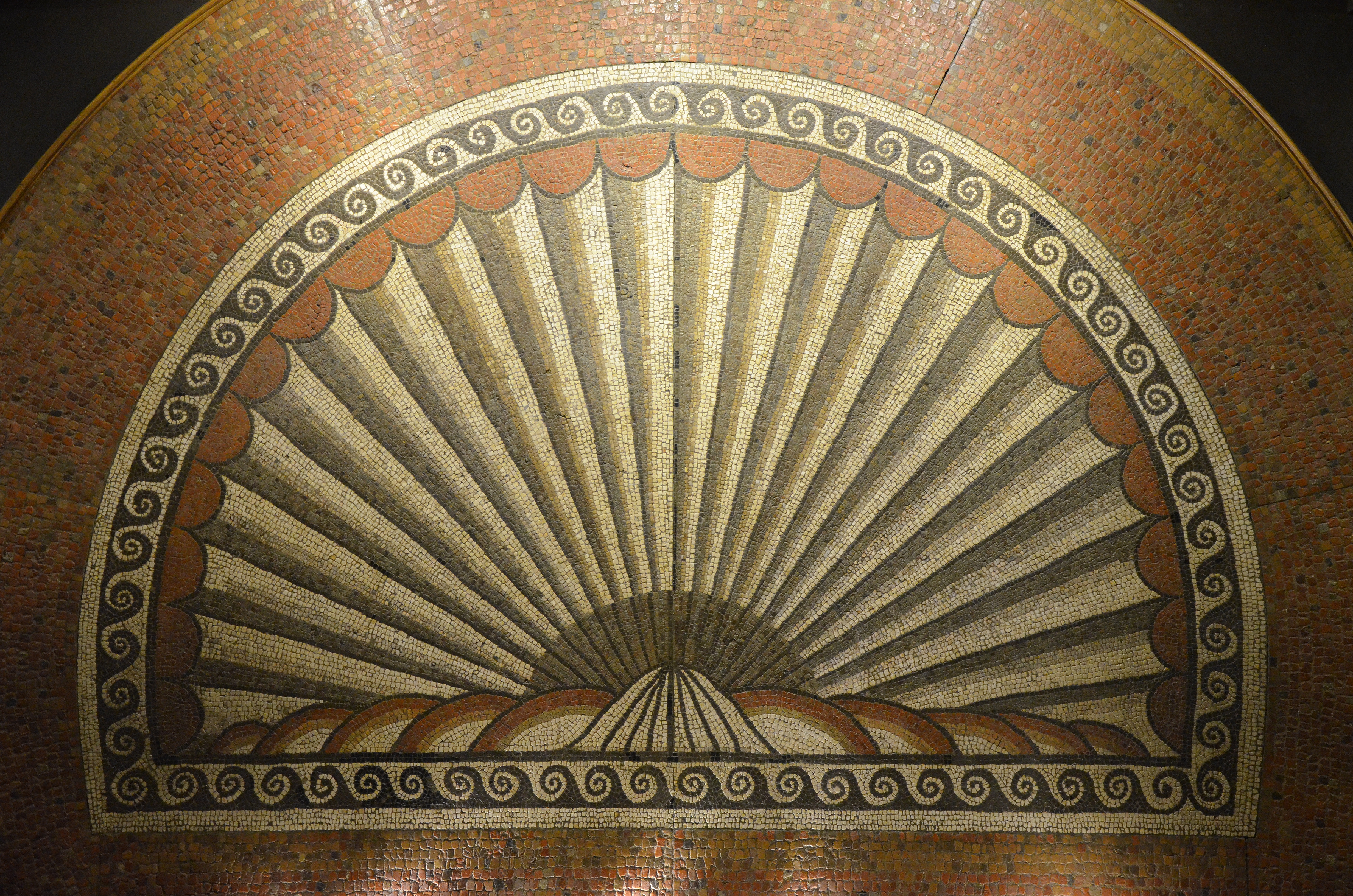
Muschelmosaik, um 150 FO: Verulamium (Haus II.1) AO: Verulamium Museum
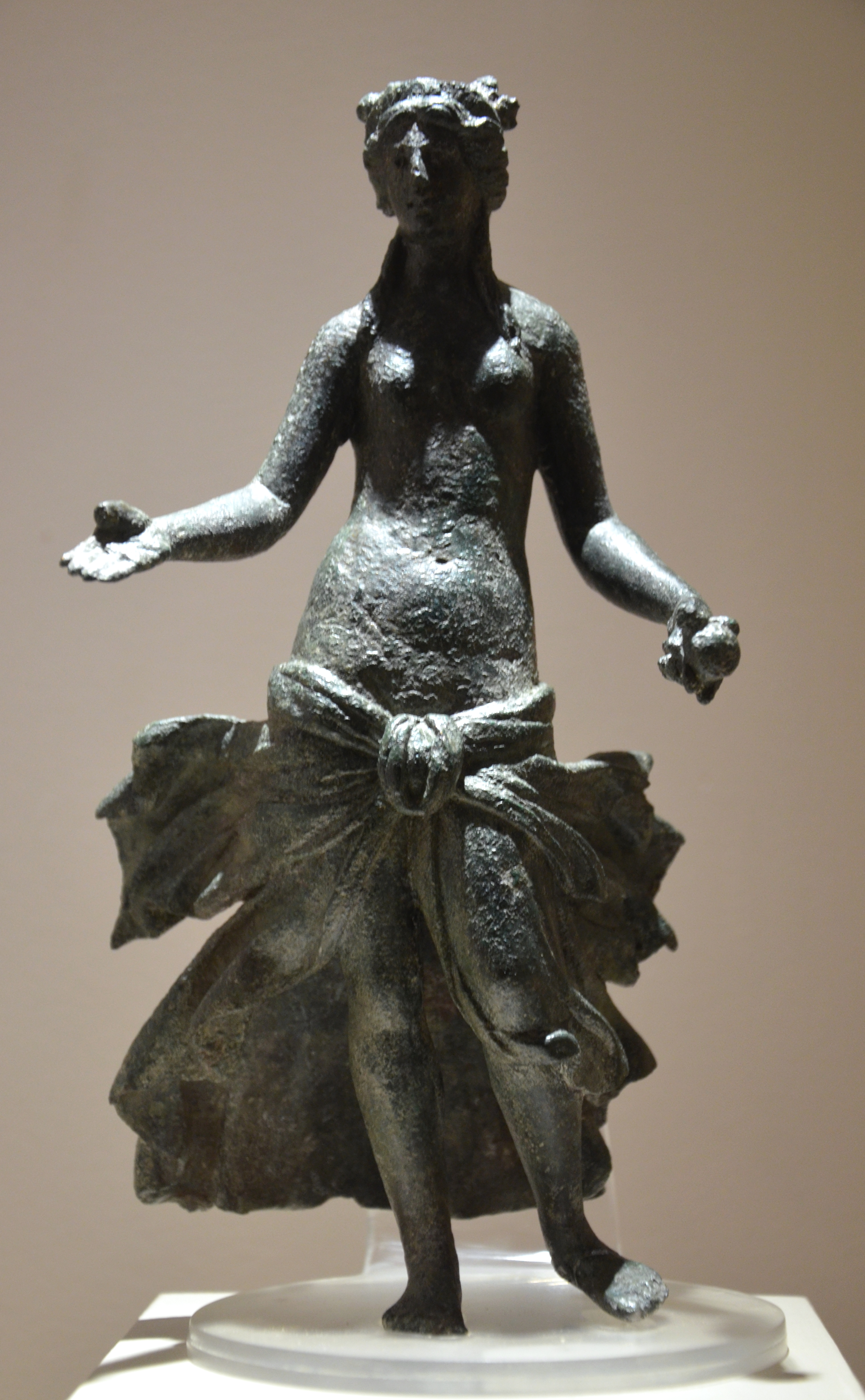
So genannte „Verulamium Venus“, (Venus oder Persephone) Bronze, 2. Jahrhundert FO: Verulamium (aus Keller in einem Haus in Insula XIV) AO: Verulamium Museum
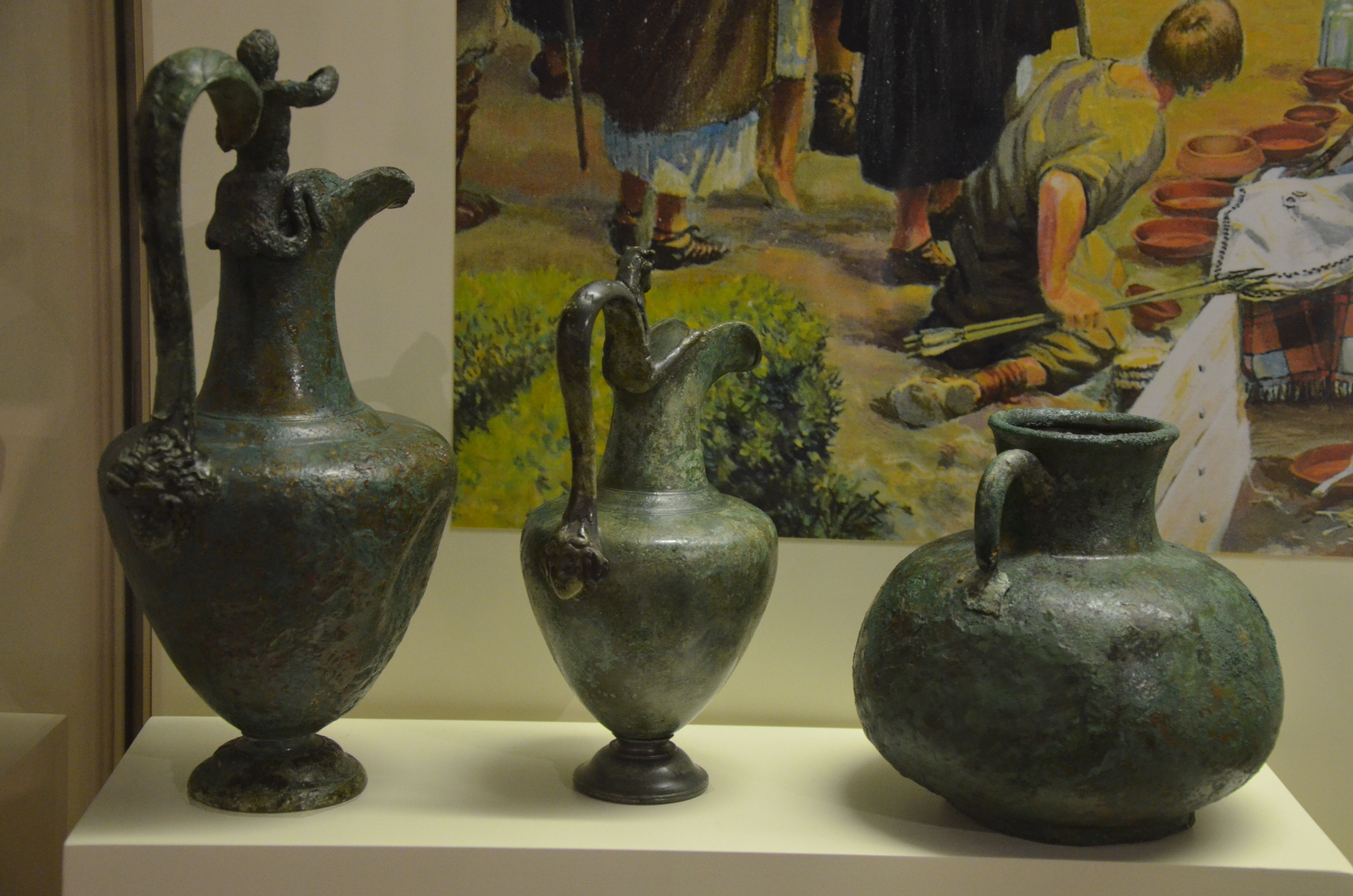
Bronzegefäße FO: Verulamium AO: Verulamium Museum
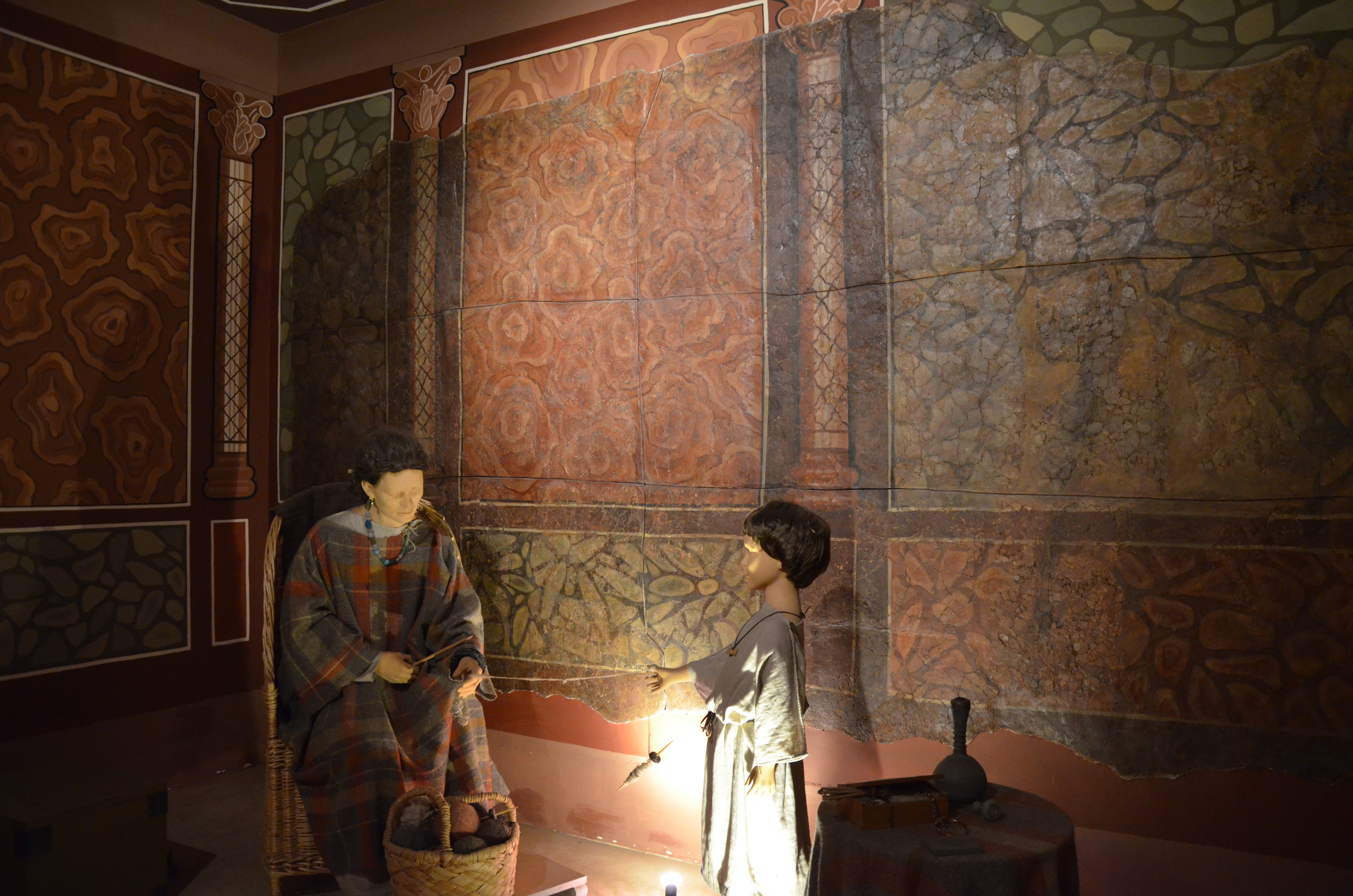
Wandbemalung, um 150 FO: Verulamium AO: Verulamium Museum